# Елипса (стилска фигура)
Елипса је стилска фигура. Употребљава се у случајевима када се жели постићи језгровитост, краткоћа и пуноћа израза, такозвана лапидарност. Тако су народне пословице веома често изречене у елиптичном облику:
- „Зрно по зрно погача; камен по камен – палача.“
- „Младост – лудост.“

Пошто је елиптично изражавање кратко, неки песници елипсом покушавају да остваре језгровитост свога језика.